# Смоленская церковь (Колайняй)
Смоленская церковь — православная церковь в селе Колайняй (Литва). Освящена во имя Смоленской иконы Божией Матери.

## История
До семидесятых годов XIX столетия в селении Колайняй действовал костёл католического монастыря кармелитов, который в 1867 году был переустроен в православный храм в честь Преображения Господня. В 1877 году храм был значительно перестроен. В 1922 год храм возвращен Католической церкви и переделан в костёл.
В 1940 году в Колайняй была перенесена деревянная православная церковь из Ионавы. 3 ноября 1940 года церковь была освящена в честь Смоленской иконы Божией Матери.
В 1988—1990 годах в Колайняе настоятелем храма служил иеромонах Иларион (Алфеев), будущий митрополит Волоколамский, председатель отдела внешних церковных связей Московского патриархата.